# 佐倉ちひろ
佐倉 ちひろ（さくら ちひろ・1997年〈平成9年〉1月25日 - ）は、日本のアイドル、女優でワンダーウィード、虹色の飛行少女、花いろはの元メンバー。神奈川県出身。ジャパン・ミュージックエンターテインメント（AURA）所属。
ミス・インターナショナル2023日本大会ミスWebジェニック賞。2022年9月に、ミス・インターナショナル2023日本代表選出大会ファイナリストに選出され、大会に専念するため「花いろは」を電撃脱退した。その後はソロ活動を行っている。

## 略歴
2015年8月、櫻坂46(当時の仮称は「鳥居坂46」)の1期生オーディションに参加するも、最終審査で選外となった。アイドル活動に強い希望を持つようになり、2016年4月にアイドルユニット「ワンダーウィード」に加入、その後2018年11月リーダーに就任した。舞台『7×1』『俺はヤンキーになりたかった。』からアイドルユニット「虹色の飛行少女」が結成され、佐倉もそのメンバーとしてワンダーウィードと兼任することとなった(佐倉は2022年3月の第1期終了と同時に卒業、同ユニットは新体制で再始動)。
2020年2月にワンダーウィードの現体制終了が発表され、「ワンダーウィード天」「花いろは」として新メンバーも加えて再始動することとなった。佐倉は王道系アイドルユニットを標榜する「花いろは」のリーダーに就任し、2020年8月にお披露目ライブが開催された。
2022年9月、 ミス・インターナショナル2023日本代表選出大会ファイナリストに選出された（本名の「越後千紘」名義）。同大会に専念するため「花いろは」を電撃脱退し、同月15日のSHIBUYA DAIA公演をもってアイドル活動を終えることとなった。同時に所属事務所も退所した。同年11月8日の日本代表選出大会本選に於いてミスWebジェニック賞を受賞。
2022年12月、Faniconにて「佐倉ちひろ公式ファンクラブ」を開始。
2023年12月、ジャパン・ミュージックエンターテインメント（AURA）に所属。

## 人物
- 愛称は「ちーちゃん」。家族や友人からは「ちっち」とも呼ばれる。
- 三人姉妹の長女。
- 中学生時代はテニス部に所属。
- Twitterにて「黒ひげ危機一発をおたまでキャッチする」模様の動画[7]がバズり、知名度を広げた。
- Youtubeチャンネル『佐倉ちひろ「ちーちゃんねる」』[8]を開設。すべての動画編集を自ら行っている。
- 「花いろは」の楽曲「君想い桜」「ありがとう以上の言葉で」の作詞作曲を手掛けた。

## 活動
- 2022年11月8日、ミス・インターナショナル2023日本大会（於：ニッショーホール）[9] ミスWebジェニック賞を受賞[5]。

### 音楽作品
- 「今さらl love you」2022年12月25日公開　作詞・作曲 佐倉ちひろ　各音楽配信サイトにて公開中[10]。 パイロット版[11]が公開されている。カラオケ配信[12]あり。
- 「本当は」2023年1月7日公開　作詞・作曲 佐倉ちひろ　各音楽配信サイトにて公開中[13]。 MV[14]が公開されている。
- 「日々」2023年1月14日公開　作詞・作曲 佐倉ちひろ　各音楽配信サイトにて公開中[15]。 MV[16]が公開されている。
- 「Hopehull」2023年1月21日公開　作詞・作曲 佐倉ちひろ　ライブ動画[17]が公開されている。
- 「秘密のsummer time」2023年3月21日公開　作詞・作曲 佐倉ちひろ　MV[18]が公開されている。

## 出演

### 映画
- 「ARAKAWA UNDER 9 -Episode1-」

### 舞台
- 劇団ToyLateLie第七回本公演『7×1』 (2018年10月、シアターグリーン BIG TREE THEATER)
- 劇団ToyLateLie第八回本公演『俺はヤンキーになりたかった。』 (2019年5月、新宿村LIVE)
- Dream Princess『スリーアウト！―ホームラン編―』（♪チーム、2019年8月、新宿村LIVE）
- オンライン朗読劇『Greif3』 (2022年7月)
- F&T DIRECT 『遠き日の落球～あの時から続いてるから今なんだ～』 （2023年2月15-19日、シアターアルファ東京）
- RISU PRODUCE vol.27 『僕らが見た東京の空は』 （2023年4月19-23日、赤坂RED/THEATER）
- LIVEDOG 『013』 （TeamＨＯＰＥ、2023年7月21-30日、中目黒キンケロ・シアター）※初主演
- 武田宏司第2回舞台公演 『心の詩』（2023年8月17-20日、シアターアルファ東京）
- 三ツ星キッチン プログレス公演 『チャーミングエンジェル2 ～未来からの贈り物～』（2023年9月4-10日、下北沢 小劇場楽園）※主演
- TEAM RevArt 『ひとくちサイズのチーズケーキ』（2023年9月20-24日、studio ZAP!）※主演
- RAVE☆塾 vol.12 『レヴォリュスィオン』 （2023年11月2-5日、築地本願寺ブディストホール）※主演
- ハイセンスA3-D朗読演劇『ガールズ&シーブズ〜銀行強盗は放課後に〜』（2025年5月30日-6月1日、シアターマーキュリー新宿） - みちる 役[19]

### 映像作品
- 「ぞくり。 怪談夜話」第7話 (2017年、DVD)
- 「ぞくり。 怪談夜話 : 2018厳選集」第9話 (2018年、DVD)

### テレビ
- 「KAHORIハウス」(2021年11月28日、TOKYO MX)

### 雑誌・新聞・Webメディア
- 「別冊CD&DLでーた My Girl vol.15」(2016年10月発売)
- 「BOMB! 2019年9月号」 (2019年8月発売)
- 「楽遊 IDOL PASS vol.17」 (2021年7月発売)
- 「BIG ONE GIRLS 2021年9月号」 (2021年7月発売)
- 「楽遊 IDOL PASS vol.18」 (2021年12月発売)
- 「dot yell web[4](2022年3月公開)」
- アイドルメディアMAITSU「気になるあの子のオフタイム」連載第一回[20]
- 「ガルボムTV」(TOKYO MX) 2024年5月度エンディング「今さらl love you」

### イベント
※単独公演分のみ
- 「佐倉ちひろクリスマスパーティー」（2022年12月25日、市ヶ谷コワーキングカフェ）
- 「佐倉ちひろ生誕祭2023 〜ソロデビューもおめでとう！！〜」（2023年1月22日、Shibuya DAIA）
- 「佐倉ちひろ単独公演 vol.1 〜バレンタイン〜」 (2023年2月26日、unravel tokyo)
- 「佐倉ちひろ単独公演 vol.2 〜3.2.1.GO！〜」 (2023年3月21日、unravel tokyo)
- 「佐倉ちひろ単独ソフマップ公演」 (2023年8月3日、ソフマップAKIBA アミューズメント館)